# Mutiny (album)
Mutiny is een studioalbum van Michael Daniel en Phil Booth. Het album is als improvisatie opgenomen in de Bleakhouse Studio in Kirkby en de Inhouse Studio in Liverpool. De heren speelden op 15, 16 en 17 januari (Kirkby) en vervolgens op 11 en 12 april 2010 (Liverpool) en kwamen met een album met een mix van elektronische muziek en ambient. Track 1 bevat elektronische muziek uit de Berlijnse School voor elektronische muziek, track twee meer richting rock en track 3 is ambient.

## Musici
- Michael Daniel – gitaar en synthesizer
- Phil Booth – synthesizers
- Tom Baterista – slagwerk

## Tracklist
Allen Daniel en Booth

| Nr. | Titel          | Duur  |
| --- | -------------- | ----- |
| 1.  | Mutiny         | 20:04 |
| 2.  | Rogue Sentinel | 29:02 |
| 3.  | Morphoton      | 20:32 |